# 红土乡 (恩施市)
红土乡，是中华人民共和国湖北省恩施土家族苗族自治州恩施市下辖的一个乡镇级行政单位。

## 行政区划
红土乡下辖以下地区：
红土社区、石窑社区、天落水村、乌鸦坝村、稻池村、平锦村、老村、红土溪村、大岩村、大河沟村、龙角坝村、漆树坪村和石灰窑村。